# Liste des présidents du Conseil des États (Suisse)
Cette liste présente, depuis 1848, la liste des présidents annuels du Conseil des États de Suisse. Pour chaque président, on trouve également son canton d'origine et son parti.
| Période           | Période           | Nom                            | Canton                       | Parti | Parti                     | Source  |
| Du                | Au                | Nom                            | Canton                       | Parti | Parti                     | Source  |
| ----------------- | ----------------- | ------------------------------ | ---------------------------- | ----- | ------------------------- | ------- |
| 6 novembre 1848   | 16 novembre 1848  | Jonas Furrer                   | Zurich                       |       | gauche radicale           | [ 1 ]   |
| 21 novembre 1848  | 9 mai 1850        | François Briatte               | Vaud                         |       | gauche radicale           | [ 2 ]   |
| 1er juillet 1850  | 21 décembre 1850  | Johann Jakob Rüttimann         | Zurich                       |       | libéraux modérés          | [ 3 ]   |
| 7 juillet 1851    | 27 août 1851      | Paul Migy                      | Berne                        |       | gauche radicale           | [ 4 ]   |
| 1er décembre 1851 | 23 décembre 1851  | Johann Karl Kappeler           | Thurgovie                    |       | gauche radicale           | [ 5 ]   |
| 5 juillet 1852    | 4 février 1853    | François Briatte               | Vaud                         |       | gauche radicale           | [ 2 ]   |
| 4 juillet 1853    | 9 février 1854    | Johann Jakob Blumer            | Glaris                       |       | gauche radicale           | [ 6 ]   |
| 3 juillet 1854    | 22 juillet 1854   | James Fazy                     | Genève                       |       | gauche radicale           | [ 7 ]   |
| 4 décembre 1854   | 21 décembre 1854  | Johann Karl Kappeler           | Thurgovie                    |       | gauche radicale           | [ 5 ]   |
| 2 juillet 1855    | 12 juillet 1855   | Constant Fornerod              | Vaud                         |       | gauche radicale           | [ 8 ]   |
| 12 juillet 1855   | 22 juillet 1855   | Samuel Schwarz                 | Argovie                      |       | libéraux modérés          | [ 9 ]   |
| 21 janvier 1856   | 7 février 1856    | Aimé Humbert-Droz              | Neuchâtel                    |       | gauche radicale           | [ 10 ]  |
| 7 juillet 1856    | 27 septembre 1856 | Jakob Dubs                     | Zurich                       |       | gauche radicale           | [ 11 ]  |
| 27 décembre 1856  | 12 juin 1857      | François Briatte               | Vaud                         |       | gauche radicale           | [ 2 ]   |
| 6 juillet 1857    | 5 août 1857       | Johann Baptist Weder           | Saint-Gall                   |       | gauche radicale           | [ 12 ]  |
| 7 décembre 1857   | 23 décembre 1857  | August Stähelin                | Bâle-Ville                   |       | juste milieu              | [ 13 ]  |
| 5 juillet 1858    | 5 mai 1859        | Niklaus Niggeler               | Berne                        |       | gauche radicale           | [ 14 ]  |
| 4 juillet 1859    | 3 février 1860    | François Briatte               | Vaud                         |       | gauche radicale           | [ 2 ]   |
| 29 mars 1860      | 21 juillet 1860   | Emil Welti                     | Argovie                      |       | gauche radicale           | [ 15 ]  |
| 3 décembre 1860   | 22 décembre 1860  | Johann Jakob Blumer            | Glaris                       |       | libéraux modérés          | [ 6 ]   |
| 1er juillet 1861  | 8 février 1862    | Nicolaus Hermann               | Obwald                       |       | catholiques conservateurs | [ 16 ]  |
| 7 juillet 1862    | 31 janvier 1863   | Wilhelm Vigier                 | Soleure                      |       | gauche radicale           | [ 17 ]  |
| 6 juillet 1863    | 1er août 1863     | Eduard Häberlin                | Thurgovie                    |       | libéraux modérés          | [ 18 ]  |
| 7 décembre 1863   | 23 décembre 1863  | Karl Schenk                    | Berne                        |       | gauche radicale           | [ 19 ]  |
| 4 juillet 1864    | 17 décembre 1864  | Jules Roguin                   | Vaud                         |       | libéraux modérés          | [ 20 ]  |
| 3 juillet 1865    | 24 février 1866   | Johann Jakob Rüttimann         | Zurich                       |       | libéraux modérés          | [ 3 ]   |
| 2 juillet 1866    | 21 juillet 1866   | Emil Welti                     | Argovie                      |       | gauche radicale           | [ 15 ]  |
| 3 décembre 1866   | 22 décembre 1866  | Christian Sahli                | Berne                        |       | libéraux modérés          | [ 21 ]  |
| 1er juillet 1867  | 21 décembre 1867  | Johann Jakob Blumer            | Glaris                       |       | libéraux modérés          | [ 6 ]   |
| 6 juillet 1868    | 23 décembre 1868  | Arnold Otto Aepli              | Saint-Gall                   |       | libéraux modérés          | [ 22 ]  |
| 5 juillet 1869    | 22 décembre 1869  | Eugène Borel                   | Neuchâtel                    |       | gauche radicale           | [ 23 ]  |
| 6 décembre 1869   | 1er février 1870  | Johann Weber                   | Berne                        |       | gauche radicale           | [ 24 ]  |
| 4 juillet 1870    | 24 décembre 1870  | Abraham Stocker                | Lucerne                      |       | gauche radicale           | [ 25 ]  |
| 3 juillet 1871    | 29 mai 1872       | Augustin Keller                | Argovie                      |       | gauche radicale           | [ 26 ]  |
| 1er juillet 1872  | 20 juillet 1872   | Johann Karl Kappeler           | Thurgovie                    |       | gauche radicale           | [ 5 ]   |
| 2 décembre 1872   | 24 décembre 1872  | Jules Roguin                   | Vaud                         |       | libéraux modérés          | [ 20 ]  |
| 29 mai 1874       | 9 mai 1874        | Alois Kopp                     | Lucerne                      |       | catholiques conservateurs | [ 27 ]  |
| 1er juin 1874     | 20 mars 1875      | Alphons Koechlin               | Bâle-Ville                   |       | catholiques conservateurs | [ 28 ]  |
| 7 juin 1875       | 18 septembre 1875 | Gottlieb Ringier               | Argovie                      |       | libéraux modérés          | [ 29 ]  |
| 6 décembre 1875   | 24 décembre 1875  | Numa Droz                      | Neuchâtel                    |       | gauche radicale           | [ 30 ]  |
| 6 mars 1876       | 5 juin 1876       | Johann Jakob Sulzer            | Zurich                       |       | PD                        | [ 31 ]  |
| 5 juin 1876       | 5 mars 1877       | Paul Nagel                     | Thurgovie                    |       | libéraux modérés          | [ 32 ]  |
| 4 juin 1877       | 3 juin 1878       | Karl Hoffmann                  | Saint-Gall                   |       | gauche radicale           | [ 33 ]  |
| 3 juin 1878       | 1er décembre 1878 | Antoine Vessaz                 | Vaud                         |       | gauche radicale           | [ 34 ]  |
| 2 décembre 1878   | 2 juin 1879       | Florian Gengel                 | Grisons                      |       | gauche radicale           | [ 35 ]  |
| 2 juin 1879       | 7 juin 1880       | Karl Rudolf Stehlin            | Bâle-Ville                   |       | libéraux modérés          | [ 36 ]  |
| 7 juin 1880       | 6 juin 1881       | Christian Sahli                | Berne                        |       | libéraux modérés          | [ 21 ]  |
| 6 juin 1881       | 4 décembre 1881   | Johann Karl Kappeler           | Thurgovie                    |       | gauche radicale           | [ 5 ]   |
| 5 décembre 1881   | 5 juin 1882       | Auguste Cornaz                 | Neuchâtel                    |       | gauche radicale           | [ 37 ]  |
| 5 juin 1882       | 18 juin 1883      | Wilhelm Vigier                 | Soleure                      |       | libéraux modérés          | [ 17 ]  |
| 18 juin 1883      | 4 juin 1884       | Walter Hauser                  | Zurich                       |       | PD                        | [ 38 ]  |
| 4 juillet 1884    | 30 novembre 1884  | Martin Birmann                 | Bâle-Campagne                |       | libéraux modérés          | [ 39 ]  |
| 1er décembre 1884 | 1er juin 1885     | Theodor Wirz                   | Obwald                       |       | catholiques conservateurs | [ 40 ]  |
| 1er juin 1885     | 7 juin 1886       | Esajas Zweifel                 | Glaris                       |       | libéraux modérés          | [ 41 ]  |
| 7 juin 1886       | 1er avril 1887    | Alphonse Bory                  | Vaud                         |       | gauche radicale           | [ 42 ]  |
| 12 avril 1887     | 6 juin 1887       | Albert Scherb                  | Thurgovie                    |       | gauche radicale           | [ 43 ]  |
| 6 juin 1887       | 4 décembre 1887   | Adam Herzog-Weber              | Lucerne                      |       | catholiques conservateurs | [ 44 ]  |
| 5 décembre 1887   | 4 juin 1888       | Alexandre Gavard               | Genève                       |       | gauche radicale           | [ 45 ]  |
| 4 juin 1888       | 3 juin 1889       | Gustav Schoch                  | Schaffhouse                  |       | PD                        | [ 46 ]  |
| 3 juin 1889       | 2 juin 1890       | Karl Hoffmann                  | Saint-Gall                   |       | gauche radicale           | [ 33 ]  |
| 2 juin 1890       | 30 novembre 1890  | Gustav Muheim                  | Uri                          |       | catholiques conservateurs | [ 47 ]  |
| 1er décembre 1890 | 1er juin 1891     | Armin Kellersberger            | Argovie                      |       | gauche radicale           | [ 48 ]  |
| 1er juin 1891     | 7 juin 1892       | Christian Friedrich Göttisheim | Bâle-Ville                   |       | gauche radicale           | [ 49 ]  |
| 7 juin 1892       | 5 juin 1893       | Henri Gaspard de Schaller      | Fribourg                     |       | catholiques conservateurs | [ 50 ]  |
| 5 juin 1893       | 3 décembre 1893   | Friedrich Eggli                | Berne                        |       | gauche radicale           | [ 51 ]  |
| 4 décembre 1893   | 4 juin 1894       | Oskar Munzinger                | Soleure                      |       | PRD                       | [ 52 ]  |
| 4 juin 1894       | 4 juin 1895       | Henri de Torrenté              | Valais                       |       | catholiques conservateurs | [ 53 ]  |
| 4 juin 1895       | 1er juin 1896     | Adolphe Jordan                 | Vaud                         |       | PRD                       | [ 54 ]  |
| 1er juin 1896     | 6 décembre 1896   | Johann Jakob Hohl              | Appenzell Rhodes-Extérieures |       | PRD                       | [ 55 ]  |
| 7 décembre 1896   | 8 juin 1897       | Othmar Blumer                  | Zurich                       |       | PRD                       | [ 56 ]  |
| 8 juin 1897       | 6 juin 1898       | Luzius Raschein                | Grisons                      |       | PRD                       | [ 57 ]  |
| 6 juin 1898       | 5 juin 1899       | Josef Hildebrand               | Zoug                         |       | catholiques conservateurs | [ 58 ]  |
| 5 juin 1899       | 3 décembre 1899   | Rinaldo Simen                  | Tessin                       |       | PRD                       | [ 59 ]  |
| 5 décembre 1899   | 5 juin 1900       | Arnold Robert                  | Neuchâtel                    |       | PRD                       | [ 60 ]  |
| 5 juin 1900       | 3 juin 1901       | Georg Leumann                  | Thurgovie                    |       | PRD                       | [ 61 ]  |
| 3 juin 1901       | 2 juin 1902       | Karl Reichlin                  | Schwytz                      |       | PRD                       | [ 62 ]  |
| 2 juin 1902       | 30 novembre 1902  | Casimir von Arx                | Soleure                      |       | PRD                       | [ 63 ]  |
| 1er décembre 1902 | 7 juillet 1903    | Arthur Hoffmann                | Saint-Gall                   |       | PRD                       | [ 64 ]  |
| 7 décembre 1903   | 5 décembre 1904   | Adrien Lachenal                | Genève                       |       | PRD                       | [ 65 ]  |
| 5 décembre 1904   | 3 décembre 1905   | Emil Isler                     | Argovie                      |       | PRD                       | [ 66 ]  |
| 4 décembre 1905   | 3 décembre 1906   | Albert Ammann                  | Schaffhouse                  |       | PRD                       | [ 67 ]  |
| 3 décembre 1906   | 2 décembre 1907   | Adalbert Wirz                  | Obwald                       |       | catholiques conservateurs | [ 68 ]  |
| 2 décembre 1907   | 6 décembre 1908   | Paul Scherrer                  | Bâle-Ville                   |       | PRD                       | [ 69 ]  |
| 7 décembre 1908   | 6 décembre 1909   | Adrien Thélin                  | Vaud                         |       | PRD                       | [ 70 ]  |
| 6 décembre 1909   | 5 décembre 1910   | Paul Usteri                    | Zurich                       |       | PRD                       | [ 71 ]  |
| 5 décembre 1910   | 3 décembre 1911   | Josef Winiger                  | Lucerne                      |       | catholiques conservateurs | [ 72 ]  |
| 4 décembre 1911   | 2 décembre 1912   | Felix-Louis Calonder           | Grisons                      |       | PRD                       | [ 73 ]  |
| 2 décembre 1912   | 1er décembre 1913 | Gottfried Kunz                 | Berne                        |       | PRD                       | [ 74 ]  |
| 1er décembre 1913 | 6 décembre 1914   | Eugène Richard                 | Genève                       |       | PRD                       | [ 75 ]  |
| 7 décembre 1914   | 6 décembre 1915   | Johannes Geel                  | Saint-Gall                   |       | PRD                       | [ 76 ]  |
| 6 décembre 1915   | 1er décembre 1916 | Georges Python                 | Fribourg                     |       | PCP                       | [ 77 ]  |
| 1er décembre 1916 | 2 décembre 1917   | Philippe Mercier               | Glaris                       |       | PRD                       | [ 78 ]  |
| 3 décembre 1917   | 2 décembre 1918   | Beat Heinrich Bolli            | Schaffhouse                  |       | PRD                       | [ 79 ]  |
| 2 décembre 1918   | 30 novembre 1919  | Friedrich Brügger              | Grisons                      |       | PCP                       | [ 80 ]  |
| 1er décembre 1919 | 6 décembre 1920   | Auguste Pettavel               | Neuchâtel                    |       | PRD                       | [ 81 ]  |
| 6 décembre 1920   | 5 décembre 1921   | Johannes Baumann               | Appenzell Rhodes-Extérieures |       | PRD                       | [ 82 ]  |
| 5 décembre 1921   | 3 décembre 1922   | Joseph Räber                   | Schwytz                      |       | PCP                       | [ 83 ]  |
| 4 décembre 1922   | 3 décembre 1923   | Albert Böhi                    | Thurgovie                    |       | PRD                       | [ 84 ]  |
| 3 décembre 1923   | 1er décembre 1924 | Henri Simon                    | Vaud                         |       | PRD                       | [ 85 ]  |
| 1er décembre 1924 | 6 décembre 1925   | Josef Andermatt                | Zoug                         |       | PCP                       | [ 86 ]  |
| 7 décembre 1925   | 6 décembre 1926   | Gottfried Keller               | Argovie                      |       | PRD                       | [ 87 ]  |
| 6 décembre 1926   | 5 décembre 1927   | Robert Schöpfer                | Soleure                      |       | PRD                       | [ 88 ]  |
| 5 décembre 1927   | 2 décembre 1928   | Emile Savoy                    | Fribourg                     |       | PCP                       | [ 89 ]  |
| 3 décembre 1928   | 2 décembre 1929   | Oscar Wettstein                | Zurich                       |       | PRD                       | [ 90 ]  |
| 2 décembre 1929   | 1er décembre 1930 | Franz-Anton Mesmer             | Saint-Gall                   |       | PCP                       | [ 91 ]  |
| 1er décembre 1930 | 6 décembre 1931   | Paul Charmillot                | Berne                        |       | PRD                       | [ 92 ]  |
| 7 décembre 1931   | 5 décembre 1932   | Jakob Sigrist                  | Lucerne                      |       | PCP                       | [ 93 ]  |
| 5 décembre 1932   | 4 décembre 1933   | Andreas Laely                  | Grisons                      |       | PRD                       | [ 94 ]  |
| 4 décembre 1933   | 3 décembre 1934   | Antonio Riva                   | Tessin                       |       | PCP                       | [ 95 ]  |
| 3 décembre 1934   | 1er décembre 1935 | Ernest Béguin                  | Neuchâtel                    |       | PRD                       | [ 96 ]  |
| 6 décembre 1935   | 7 décembre 1936   | Walter Amstalden               | Obwald                       |       | PCP                       | [ 97 ]  |
| 7 décembre 1936   | 6 décembre 1937   | Edwin Hauser                   | Glaris                       |       | PD                        | [ 98 ]  |
| 6 décembre 1937   | 5 décembre 1938   | Bernard de Weck                | Fribourg                     |       | PCP                       | [ 99 ]  |
| 5 décembre 1938   | 3 décembre 1939   | Ernst Löpfe                    | Saint-Gall                   |       | PRD                       | [ 100 ] |
| 4 décembre 1939   | 2 décembre 1940   | Albert Zust                    | Lucerne                      |       | PCP                       | [ 101 ] |
| 2 décembre 1940   | 1er décembre 1941 | Albert Malche                  | Genève                       |       | PRD                       | [ 102 ] |
| 1er décembre 1941 | 7 décembre 1942   | Hans Fricker                   | Argovie                      |       | PCP                       | [ 103 ] |
| 7 décembre 1942   | 5 décembre 1943   | Norbert Bosset                 | Vaud                         |       | PRD                       | [ 104 ] |
| 6 décembre 1943   | 4 décembre 1944   | Adolf Suter                    | Schwytz                      |       | PCP                       | [ 105 ] |
| 4 décembre 1944   | 3 décembre 1945   | Paul Altwegg                   | Thurgovie                    |       | PRD                       | [ 106 ] |
| 3 décembre 1945   | 2 décembre 1946   | Joseph Piller                  | Fribourg                     |       | PCP                       | [ 107 ] |
| 2 décembre 1946   | 30 novembre 1947  | Walter Ackermann               | Appenzell Rhodes-Extérieures |       | PRD                       | [ 108 ] |
| 1er décembre 1947 | 6 décembre 1948   | Alphons Iten                   | Zoug                         |       | PCP                       | [ 109 ] |
| 6 décembre 1948   | 5 décembre 1949   | Gustav Wenk                    | Bâle-Ville                   |       | PS                        | [ 110 ] |
| 5 décembre 1949   | 4 décembre 1950   | Paul Haefelin                  | Soleure                      |       | PRD                       | [ 111 ] |
| 4 décembre 1950   | 2 décembre 1951   | Gotthard Egli                  | Lucerne                      |       | PCP                       | [ 112 ] |
| 3 décembre 1951   | 1er décembre 1952 | Bixio Bossi                    | Tessin                       |       | PRD                       | [ 113 ] |
| 1er décembre 1952 | 7 décembre 1953   | Johann Schmuki                 | Saint-Gall                   |       | PCP                       | [ 114 ] |
| 7 décembre 1953   | 6 décembre 1954   | Jean-Louis Barrelet            | Neuchâtel                    |       | PRD                       | [ 115 ] |
| 6 décembre 1954   | 4 décembre 1955   | Armin Locher                   | Appenzell Rhodes-Intérieures |       | PCP                       | [ 116 ] |
| 5 décembre 1955   | 3 décembre 1956   | Rudolf Weber                   | Berne                        |       | PAI                       | [ 117 ] |
| 3 décembre 1956   | 2 décembre 1957   | Kurt Schoch                    | Schaffhouse                  |       | PRD                       | [ 118 ] |
| 2 décembre 1957   | 1er décembre 1958 | Fritz Stähli                   | Schwytz                      |       | PCCS                      | [ 119 ] |
| 1er décembre 1958 | 6 décembre 1959   | Augustin Lusser                | Zoug                         |       | PCCS                      | [ 120 ] |
| 7 décembre 1959   | 5 décembre 1960   | Gabriel Despland               | Vaud                         |       | PRD                       | [ 121 ] |
| 5 février 1960    | 4 décembre 1961   | Antonio Antognini              | Tessin                       |       | PCCS                      | [ 120 ] |
| 4 décembre 1961   | 3 décembre 1962   | Ernst Vaterlaus                | Zurich                       |       | PRD                       | [ 122 ] |
| 3 décembre 1962   | 1er décembre 1963 | Frédéric Fauquex               | Vaud                         |       | PLS                       | [ 123 ] |
| 2 décembre 1963   | 30 novembre 1964  | Ludwig Danioth                 | Uri                          |       | PCCS                      | [ 124 ] |
| 30 novembre 1964  | 29 novembre 1965  | Jakob Müller                   | Thurgovie                    |       | PRD                       | [ 125 ] |
| 29 novembre 1965  | 28 novembre 1966  | Dominik Auf der Maur           | Schwytz                      |       | PCCS                      | [ 126 ] |
| 28 novembre 1966  | 3 décembre 1967   | Willi Rohner                   | Saint-Gall                   |       | PRD                       | [ 127 ] |
| 4 décembre 1967   | 2 décembre 1968   | Emil Wipfli                    | Uri                          |       | PCCS                      | [ 128 ] |
| 2 décembre 1968   | 24 novembre 1969  | Christian Clavadetscher        | Lucerne                      |       | PRD                       | [ 129 ] |
| 24 novembre 1969  | 30 novembre 1970  | Paul Torche                    | Fribourg                     |       | PDC                       | [ 130 ] |
| 30 novembre 1970  | 28 novembre 1971  | Arno Theus                     | Grisons                      |       | UDC                       | [ 131 ] |
| 29 novembre 1971  | 27 novembre 1972  | Ferruccio Bolla                | Tessin                       |       | PRD                       | [ 132 ] |
| 27 novembre 1972  | 26 novembre 1973  | Marius Lampert                 | Valais                       |       | PDC                       | [ 133 ] |
| 26 novembre 1973  | 25 novembre 1974  | Kurt Bächtold                  | Schaffhouse                  |       | PRD                       | [ 134 ] |
| 25 novembre 1974  | 30 novembre 1975  | Heinrich Oechslin              | Schwytz                      |       | PDC                       | [ 135 ] |
| 1er décembre 1975 | 29 novembre 1976  | Willi Wenk                     | Bâle-Ville                   |       | PS                        | [ 136 ] |
| 29 novembre 1976  | 28 novembre 1977  | Hans Munz                      | Thurgovie                    |       | PRD                       | [ 137 ] |
| 28 novembre 1977  | 27 novembre 1978  | Robert Reimann                 | Argovie                      |       | PDC                       | [ 138 ] |
| 27 novembre 1978  | 25 novembre 1979  | Ulrich Luder                   | Soleure                      |       | PRD                       | [ 139 ] |
| 26 novembre 1979  | 1er décembre 1980 | Josef Ulrich                   | Schwytz                      |       | PDC                       | [ 140 ] |
| 1er décembre 1980 | 30 novembre 1981  | Peter Hefti                    | Glaris                       |       | PRD                       | [ 141 ] |
| 30 novembre 1981  | 25 avril 1982     | Jost Dillier                   | Obwald                       |       | PDC                       | [ 142 ] |
| 7 juin 1982       | 29 novembre 1982  | Pierre Dreyer                  | Fribourg                     |       | PDC                       | [ 143 ] |
| 29 novembre 1982  | 27 novembre 1983  | Walter Weber                   | Soleure                      |       | PS                        | [ 144 ] |
| 28 novembre 1983  | 26 novembre 1984  | Édouard Debétaz                | Vaud                         |       | PRD                       | [ 145 ] |
| 26 novembre 1984  | 2 décembre 1985   | Markus Kündig                  | Zoug                         |       | PDC                       | [ 146 ] |
| 2 décembre 1985   | 1er décembre 1986 | Peter Gerber                   | Berne                        |       | UDC                       | [ 147 ] |
| 1er décembre 1986 | 29 novembre 1987  | Alois Dobler                   | Schwytz                      |       | PDC                       | [ 148 ] |
| 30 novembre 1987  | 28 novembre 1988  | Franco Masoni                  | Tessin                       |       | PRD                       | [ 149 ] |
| 28 novembre 1988  | 27 novembre 1989  | Hubert Reymond                 | Vaud                         |       | PLS                       | [ 150 ] |
| 27 novembre 1988  | 26 novembre 1990  | Luregn Mathias Cavelty         | Grisons                      |       | PDC                       | [ 151 ] |
| 26 novembre 1990  | 1er mars 1991     | Max Affolter                   | Soleure                      |       | PRD                       | [ 152 ] |
| mars 1991         | 24 novembre 1991  | Arthur Hänsenberger            | Berne                        |       | PRD                       | [ 153 ] |
| 25 novembre 1991  | 30 novembre 1992  | Josi Meier                     | Lucerne                      |       | PDC                       | [ 154 ] |
| 30 novembre 1992  | 29 novembre 1993  | Otto Piller                    | Fribourg                     |       | PS                        | [ 155 ] |
| 29 novembre 1993  | 28 novembre 1994  | Riccardo Jagmetti              | Zurich                       |       | PRD                       | [ 156 ] |
| 28 novembre 1994  | 3 novembre 1995   | Niklaus Küchler                | Obwald                       |       | PDC                       | [ 157 ] |
| 4 décembre 1995   | 25 novembre 1996  | Otto Schoch                    | Appenzell Rhodes-Extérieures |       | PRD                       | [ 158 ] |
| 25 novembre 1996  | 1er décembre 1997 | Édouard Delalay                | Valais                       |       | PDC                       | [ 159 ] |
| 1er décembre 1997 | 29 novembre 1998  | Ulrich Zimmerli                | Berne                        |       | UDC                       | [ 160 ] |
| 30 novembre 1998  | 5 décembre 1999   | René Rhinow                    | Bâle-Campagne                |       | PRD                       | [ 161 ] |
| 6 décembre 1999   | 27 novembre 2000  | Carlo Schmid-Sutter            | Appenzell Rhodes-Intérieures |       | PDC                       | [ 162 ] |
| 27 novembre 2000  | 25 novembre 2001  | Françoise Saudan               | Genève                       |       | PRD                       | [ 163 ] |
| 26 novembre 2001  | 25 novembre 2002  | Anton Cottier                  | Fribourg                     |       | PDC                       | [ 164 ] |
| 25 novembre 2002  | 30 novembre 2003  | Gian-Reto Plattner             | Bâle-Ville                   |       | PS                        | [ 165 ] |
| 1er novembre 2003 | 29 novembre 2004  | Fritz Schiesser                | Glaris                       |       | PRD                       | [ 166 ] |
| 29 novembre 2004  | 27 novembre 2005  | Bruno Frick                    | Schwytz                      |       | PDC                       | [ 167 ] |
| 28 novembre 2005  | 3 décembre 2006   | Rolf Büttiker                  | Soleure                      |       | PRD                       | [ 168 ] |
| 5 mars 2007       | 3 décembre 2007   | Peter Bieri                    | Zoug                         |       | PDC                       | [ 169 ] |
| 3 décembre 2007   | 30 novembre 2008  | Christoffel Brändli            | Grisons                      |       | UDC                       | [ 170 ] |
| 1er décembre 2008 | 22 novembre 2009  | Alain Berset                   | Fribourg                     |       | PS                        | [ 171 ] |
| 23 novembre 2009  | 28 novembre 2010  | Erika Forster-Vannini          | Saint-Gall                   |       | PLR                       | [ 172 ] |
| 29 novembre 2010  | 4 décembre 2011   | Hansheiri Inderkum             | Uri                          |       | PDC                       | [ 173 ] |
| 5 décembre 2011   | 25 novembre 2012  | Hans Altherr                   | Appenzell Rhodes-Extérieures |       | PLR                       | [ 174 ] |
| 26 novembre 2012  | 24 novembre 2013  | Filippo Lombardi               | Tessin                       |       | PDC                       | [ 175 ] |
| 25 novembre 2013  | 24 novembre 2014  | Hannes Germann                 | Schaffhouse                  |       | UDC                       | [ 176 ] |
| 24 novembre 2014  | 29 novembre 2015  | Claude Hêche                   | Jura                         |       | PS                        | [ 177 ] |
| 30 novembre 2015  | 28 novembre 2016  | Raphaël Comte                  | Neuchâtel                    |       | PLR                       | [ 178 ] |
| 28 novembre 2016  | 26 novembre 2017  | Ivo Bischofberger              | Appenzell Rhodes-Intérieures |       | PDC                       | [ 179 ] |
| 27 novembre 2017  | 25 novembre 2018  | Karin Keller-Sutter            | Saint-Gall                   |       | PLR                       | [ 180 ] |
| 26 novembre 2018  | 1er décembre 2019 | Jean-René Fournier             | Valais                       |       | PDC                       | [ 181 ] |
| 2 décembre 2019   | 30 novembre 2020  | Hans Stöckli                   | Berne                        |       | PS                        | [ 182 ] |
| 30 novembre 2020  | 29 novembre 2021  | Alex Kuprecht                  | Schwytz                      |       | UDC                       | [ 183 ] |
| 29 novembre 2021  | 28 novembre 2022  | Thomas Hefti                   | Glaris                       |       | PLR                       | [ 184 ] |
| 28 novembre 2022  | 3 décembre 2023   | Brigitte Häberli-Koller        | Thurgovie                    |       | Le Centre                 | [ 185 ] |
| 4 décembre 2023   | 2 décembre 2024   | Eva Herzog                     | Bâle-Ville                   |       | PS                        | [ 186 ] |
| 2 décembre 2024   | en cours          | Andrea Caroni                  | Appenzell Rhodes-Extérieures |       | PLR                       | [ 187 ] |